# Status Quo
Status Quo — британская рок-группа, основанная бас-гитаристом Аланом Ланкастером и гитаристом Фрэнсисом Росси в 1962 году в Лондоне, Англия (поначалу как The Scorpions,
The Spectres и Traffic Jam; название Status Quo было принято в 1967 году). Группа, с начала 1970-х годов практически не меняющая стиль и исполняющая жёсткий ритмичный рок-н-ролл с элементами ритм-энд-блюза и буги-вуги, начиная с 2005 года удерживает британский рекорд по количеству синглов (63), входивших в официальный чарт. 22 сингла группы входили в британскую «десятку». Общемировой тираж всех пластинок Status Quo (к 2008 году) составил 118 миллионов. Она 106 раз выступала в телепрограмме Top of the Pops, что также является рекордом. По числу хит-альбомов (32) Status Quo уступают лишь Rolling Stones. Наивысшего успеха в хит-параде Status Quo добивались с синглами «Down Down» (№ 1, ноябрь 1974), «In The Army Now» (№ 2, сентябрь 1986) и «Rockin' All Over the World» (№ 3, октябрь 1977). 15 (из 29) студийных альбомов имеют «золотой» статус («Don’t Stop» стал платиновым); четыре из них поднимались в Британии на 1-е место.
Группа остаётся популярной и сохраняет активность по сей день. 26 сентября 2008 года она выпустила (совместный со Scooter) сингл «Jump That Rock (Whatever You Want)». В декабре 2008 года вышел 75-й британский (и первый рождественский) сингл Status Quo «It’s Christmas Time».

## История группы
История Status Quo начинается с 1962 года, когда трое учеников бекингэмской школы Седжхилл (Sedgehill Comprehensive School) — Фрэнсис Росси (род. 29 мая 1949 года, Лондон, Англия), Алан Ланкастер (7 февраля 1949 года, Лондон) и Алан Ки (англ. Alan Key) — собрались вместе и образовали ансамбль (две гитары и орган, с усилителем Vox AC30).

### The Spectres
После того как на клавишных стал играть Джесс Джаворски (англ. Jess Jaworski) и был приглашён ударник Алан Ки (англ. Alan Key), квартет взял себе название The Scorpions, затем переименовался в The Spectres и приступил к репетициям в зале местного военно-воздушного училища. Свой первый концерт группа дала в спортивном клубе Сэмюэла Джонса (англ. Samuel Jones Sports Club) в Далвиче, Южный Лондон.
В 1963 году место Алана Ки занял Джон Коглан (англ. John Coughlan), до этого игравший в The Cadets. С этого момента ансамбль приступил к работе над собственным песенным материалом. В 1964 году в состав The Spectres пришёл новый клавишник (орган Vox Continental) Рой Лайнс (англ. Roy Lynes). Под руководством менеджера Пэта Барлоу группа перебазировалась в легендарное «Артистическое кафе» (англ. Cafe Des Artistes) на лондонской Фулхэм-роуд. В 1965 году группе удалось стать резидентами летней танцплощадки в курортном лагере Butlins в Майнхеде. Здесь с участниками The Spectres познакомился Рик Парфитт, игравший в группе The Highlights: он близко сдружился с Росси, и оба решили, что обязательно будут сотрудничать в будущем.
В 1966 году (при посредстве Ронни Скотта, автора, работавшего для Марти Уайлда), плёнка группы с песней Либера и Столлера «I (Who Have Nothing)») попала к антрепренёру Джону Шредеру, который 18 июля подписал группу к лейблу Piccadilly Records. Синглы «I (Who Have Nothing)», «Hurdy Gurdy Man» (композиция Ланкастера) и «We Ain’t Got Nothing Yet» успеха не имели. В 1967 году Рик Парфитт поссорился с собственными сёстрами, игравшими в составе, ушёл из The Highlights и присоединился к Росси и его партнёрам в качестве поющего ритм-гитариста. Квартет отправился в непрерывные гастроли: в качестве транспортного средства был использован фургон для развоза мороженого, заимствованный у Росси-старшего.

### Status Quo. Первый успех
Вскоре настойчивость музыкантов стала приносить свои плоды. The Spectres, изменив название — сначала на Traffic, а затем, узнав, что одноимённая группа уже существует, на Traffic Jam, выпустили сингл «Almost But Not Quite There» (первую композицию Росси). После того, как и он не вошёл в чарты, Traffic Jam в августе 1967 года сменили название на Status Quo.
Менеджмент уговорил участников коллектива избрать в качестве основного направления психоделическое. Группа вышла в совместное турне с Мэдлин Белл и Томми Квикли. Первый же сингл, выпущенный под новым названием, «Pictures Of Matchstick Men», поднялся до 7-го места в Британии, а вскоре добрался и до 12 места в США. Следующий, «Black Veils Of Melancholy», успеха не имел, но «Ice in the Sun», песня, написанная Ронни Скоттом и Марти Уайлдом, поднялась до 8-го места, после чего последовало большое британское турне с Джином Питни.
В 1968 году Status Quo выпустили дебютный альбом Picturesque Matchstickable Messages from the Status Quo, в котором соединились элементы фрикбита и психоделического поп-рока; группа, как отмечает Allmusic, явно старалась следовать экспериментам The Bee Gees и The Beatles того времени. Американский вариант назывался «Messages from the Status Quo», значительно отличался от европейского, но также содержал оба хит-сингла, которые и предопределили успех пластинки.
За синглом «Are you Growing Tired of My Love» (поднявшимся лишь до 46 места в Британии) последовал второй альбом Spare Parts, возможно, самый слабый в истории группы (музыканты не раз впоследствии говорили, что стыдятся его). Во многом провал был предопределён политикой лейбла Pye Records, который потребовал от Status Quo немедленного повторения того успеха, который имели в чартах два сингла из первой пластинки. Альбом оказался во всех отношениях неудачным и участники группы предприняли радикальный шаг к ужесточению звука. Заодно они избавились от психоделических сценических одеяний с оборочками, отрастили длинные волосы и облачились в джинсы, создав закрепившийся за ними на долгие годы имидж простых парней с добродушными ухмылками. В 1969 году гастрольным менеджером Status Quo стал Боб Янг: вскоре он и в качестве соавтора приступил к работе над материалом для третьего альбома, а впоследствии стал важным творческим элементом в коллективе.

### 1970—1976
С уходом клавишника Роя Лайнса в 1970 году Status Quo стали чисто гитарной группой и сделали первый серьёзный шаг в направлении хард-рока, выпустив третий альбом Ma Kelly's Greasy Spoon. All Music Guide называет его самым недооценённым из ранних альбомов Status Quo, отмечая смелость, с какой группа порвала с психоделическими «корнями», а также тот факт, что материал пластинки сформировал основу всего её концертного репертуара первой половины 1970-х годов.

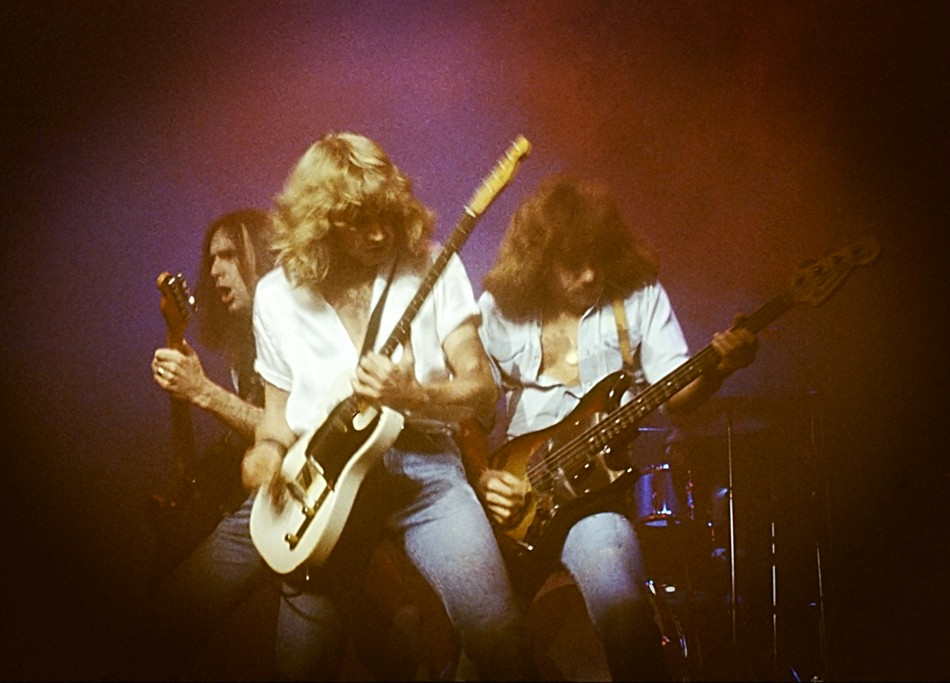
Status Quo. Hammersmith Odeon. 1978

Первая реакция на новые имидж и стиль Status Quo в Британии была неоднозначной, но очень скоро на концерты группы стала прибывать качественно новая аудитория. На неё и был ориентирован четвёртый студийный альбом Dog Of Two Head, после которого некоторые музыкальные критики начали относить группу к хард-року и даже хеви-метал (Чарльз Ш. Мюррей в тематическом эссе «Heavy Metal» утверждал, что «именно Status Quo… зацементировали брешь между Black Sabbath и Grand Funk Railroad»).
Альбом ознаменовал окончательное формирование «стены» гитарного звука, упразднившей все прежние эксперименты в психоделии, и содержал как минимум два классических трека: «Gerdundula» (на многие годы ставшую одной из центральных вещей концертного репертуара) и «Railroad», которую рецензент AMG называет сильнейшей вещью альбома.) Сингл из альбома «Mean Girl» поднялся в Британии до 20 места. Отправившись в продолжительные гастроли, группа в 1972 году произвела фурор на двух фестивалях: Great Western и Reading Festival, после чего подписала большой контракт с Vertigo Records.
В 1973 году Status Quo впервые решили отказаться от услуг приглашённого продюсера. Записанный собственными усилиями альбом Piledriver был отмечен более «живым» (но при этом стилистически разнообразным) звучанием. Уже через неделю после выхода он оказался на 5-м месте в Британии, обеспечив группу хит-синглом «Paper Plane» (№ 8). Альбом Hello! (1973), выдержанный в том же ключе, дебютировал на вершине британских чартов, ознаменовав пик популярности Status Quo. Одновременно в пятёрку вошёл сингл «Caroline», композиция Росси и Янга, сработанная по ставшему уже фирменным образцу. Неофициальным клавишником группы стал в это время Энди Баун (англ. Andy Bown), до этого игравший в Herd и Judas Jump. (Сольный контракт с EMI не позволял ему вплоть до 1982 года стать официальным участником). В записи альбома принял участие также саксофонист Стюарт Блэндеймер (трек «Forty-Five Hundred Times»).
В 1974 году группа провела успешное британское турне, завершившееся тремя аншлаговыми концертами на стадионе Уэмбли. Синглы «Break The Rules» (№ 8), «Down Down» (№ 1), «Roll Over Lay Down» (1975, № 10), «Rain» (№ 7) «Mystery Song» (№ 11) и «Wild Side Of Life» (№ 9) закрепили успех. Два следующих альбома, On the Level (лучший за всю историю группы, по мнению рецензента All Music Guide) и Blue for You (согласно Allmusic — первый признак того, что Status Quo начали злоупотреблять найденной формулой успеха) также один за другим вышли в Великобритании на первое место.

### 1976—1985
Начиная с этого момента Status Quo продолжали путь по инерции, пользуясь гигантским потенциалом своего универсального, многим понятного стиля. Quo Live, записанный в «Аполло» (Глазго), был выпущен в 1977 году и поднялся в Британии до 3-го места. За синглом «Rockin All Over the World» (композиция Джона Фогерти, № 3) последовал одноимённый альбом (№ 5), записанный с продюсером Пипом Уильямсом (№ 5): с его материалом группа провела всемирное турне, выступив в Австралии, Новой Зеландии, Азии и Европе. Бросалось в глаза при этом полное отсутствие интереса к группе в США, где альбом Status Quo (1976) сумел достичь лишь 148 места.
В 1978 Status Quo выступили хедлайнерами на фестивале в Рединге, выпустив альбом If You Can't Stand The Heat (№ 3; как и предыдущий, он был записан продюсером Пипом Уильямсом) и синглы из него: «Again And Again» (№ 13) и «Accident Prone» (№ 36). Следующий год они посвятили почти непрерывным гастролям, дав в Европе 28 концертов за 30 дней (при очень плохой погоде) и проведя успешное британское турне, которое, как и предыдущее, завершилось на Уэмбли.
В 1980 году в истории группы наступило относительное затишье, что повлекло за собой слухи о её возможном распаде, но наконец на прилавках появились — сначала сборник 12 Gold Bars (№ 5), затем студийный альбом Just Supposin' (№ 4), из которого вышли синглы «What Your Proposing» (№ 2) и «Lies/Don’t Drive My Car» (№ 11). Год спустя группа оказалась в числе первых лауреатов премии Silver Clef Award (от Nordoff Robbins Music Therapy Trust) за выдающийся вклад в развитие британской музыкальной культуры. После выхода альбома Never Too Late (№ 2) барабанщик Джон Коглан покинул состав (он основал свой проект Diesel) и был заменён Питом Кирчером (Pete Kircher), участником Original Mirrors. Примерно в это время в коллективе начались раздоры между c одной стороны — Ланкастером, с другой — Росси и Парфиттом. В результате в 1983 году басист перебрался на жительство в Австралию, формально оставаясь членом группы ещё два года.
После успеха альбома 1+9+8+2 (уже через неделю после выпуска дебютировавшего на вершине списков) Status Quo стали первой рок-группой, приглашённой на телешоу (NEC, Бирмингем) с участием членов королевской семьи: здесь Принц Чарльз объявил об открытии своего благотворительного фонда. Исполненная здесь вживую «Caroline» стала очередным британским хитом группы (наряду с «Dear John» и «She Don’t Fool Me»). Группа выступила хедлайнером на рок-фестивале Castle Donnington.
После выхода альбома Back To Back (1983) и новой серии хит-синглов (один из которых, «Marguerita Time», поднялся до 3-го места), группа в 1984 году объявила о том, что прекратит концертную деятельность по окончании большого тура End of the Road. Фрэнсис и Рик приняли участие в записи благотворительного сингла Band Aid «Do They Know It’s Christmas». Очередным хитом стал альбом 12 Gold Bars, а клип «End of the Road» побил все прежние рекорды по скорости распродаваемости. В 1985 году Status Quo выступили на фестивале «Live Aid», исполнив «Rockin' All Over the World», которая стала своего рода визитной карточкой всего этого грандиозного мероприятия.

### 1986—1991
Именно на концерте Live Aid Ланкастер последний раз появился в составе Status Quo. Позже он пытался судиться с группой, продолжавшей выступать без него, но Росси и Парфитт защитили свои права на название и в 1986 году восстановили группу с Джоном Эдвардсом (бас), Джеффом Ричем (ударные) и Энди Бауном (клавишные). Новый состав получил такое удовольствие от студийной работы (записывая «In The Army Now»), что решил изменить однажды данному обещанию и вышел в гигантское европейское турне и ухитрившись в какой-то момент дать концерты в трёх странах (Дания, Англия, Швейцария) в течение 24 часов.

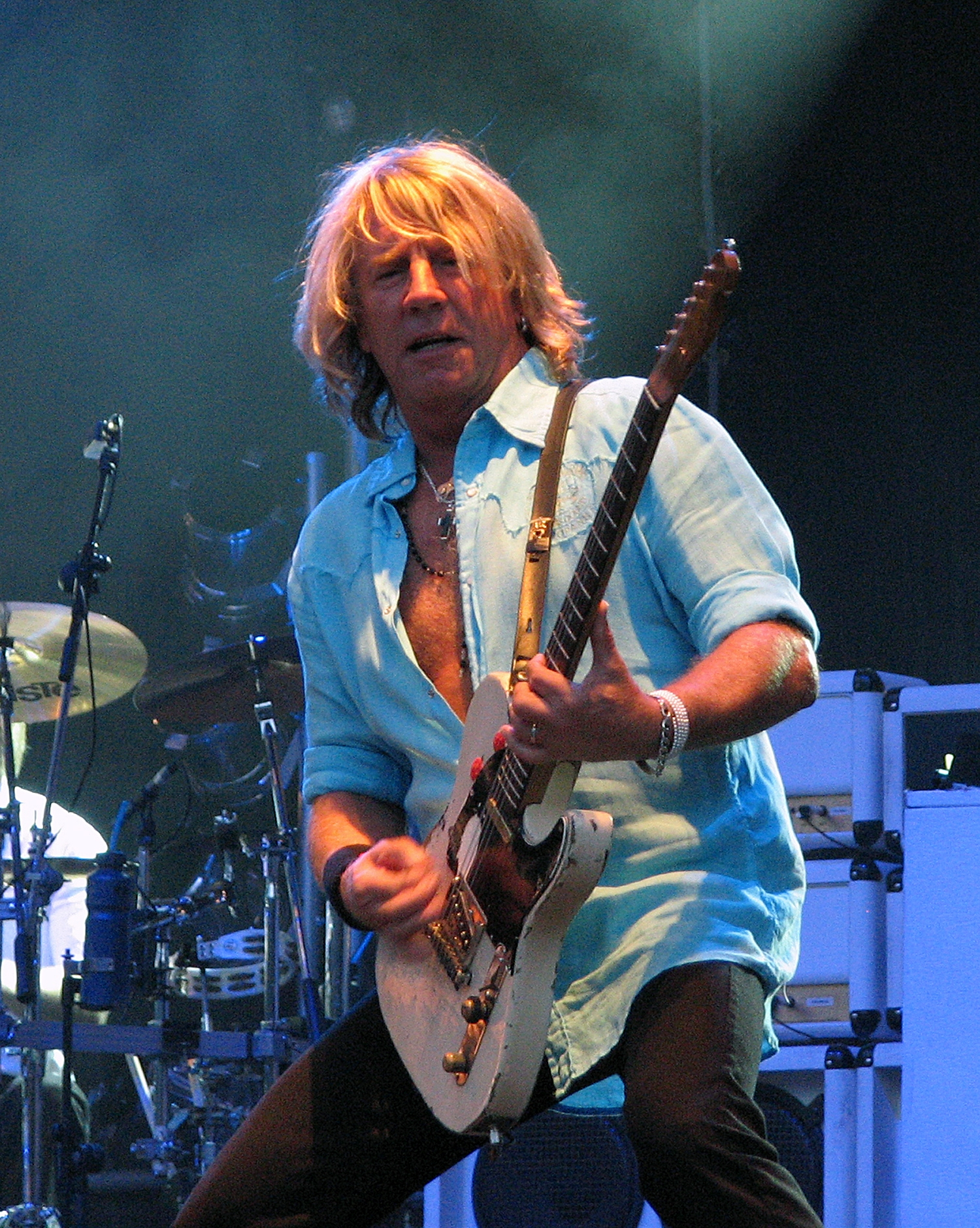
Рик Парфитт

Альбом In The Army Now поднялся в первую десятку: синглами из него вышли «Rollin Home» (№ 9), «Red Sky» (№ 19), «In The Army Now» (№ 2) и «Dreamin'» (№ 15). 1987 год ознаменовался всемирными гастролями группы и серией фестивальных выступлений. При этом Status Quo дали лишь один концерт в Великобритании: на юбилейном 25-м Редингском фестивале. Частью европейского тура группы 1988 года стал ещё один рекордный концерт: перед 300 000 фанатами в «Олимпийском» (тем не менее, многие покидали концерт после исполнения «In the Army Now»). После выхода альбома Perfect Remedy было объявлено, что общемировой тираж пластинок Status Quo превысил 100-миллионную отметку.
Главным событием 1990 года для группы стало выступление на благотворительном фестивале Knebworth Music Therapy (вместе с Полом Маккартни, Элтоном Джоном, Pink Floyd, Эриком Клэптоном, Dire Straits, Genesis), собравшем 6 миллионов фунтов для фонда Music Therapy и Школы исполнительского мастерства (Brits School for Performing Arts). Группа дала грандиозный концерт в Майнхеде, посвящённый 25-й годовщине со дня собственного образования, после чего синглы «The Anniversary Waltz» (части 1 и 2) поднялись В Британии до 2-го и 16-го места (соответственно). Альбом Rockin' All Over The Years стал самым быстропродаваемым в истории группы: только в Британии он разошёлся тиражом более миллиона экземпляров, став здесь трижды платиновым. Видео «Rockin' All Over The Years» возглавило Video Charts.
В 1991 году Status Quo оказались в центре внимания на церемонии вручения Brit Awards, получив награду «За выдающийся вклад в развитие британской музыки» (англ. Outstanding Contribution to British Music). Аналогичный приз ждал их несколько месяцев спустя на церемонии World Music Awards в Монте-Карло (Монако), где музыкантов чествовал сам наследный принц Альбер. В музее Мадам Тюссо появились восковые фигуры Росси и Парфитта. Группа провела стадионный британский тур совместно с Родом Стюартом и на целый день оказалась в заточении, дав концерт для заключённых в тюрьме Пентонвилль. Выпуск альбома Rock Till You Drop совпал с новым появлением группы в Книге Рекордов Гиннеса: она успела дать четыре разных концерта (Sheffield Arena, Glasgow’s SE & CC, Birmingham NEC, Wembley Arena), уложившись в 11 часов 11 минут.

### 1992—1999
В 1992 Status Quo провели юбилейное турне, посвящённое 25-летию со дня образования, завершившееся праздничным концертом в бирмингемском Саттон-парке. Концерт был записан и выпущен как Live Alive Quo, из которого синглом вышел «Roadhouse Medley» (ставший для группы 45-м по счёту). В 1993 году Росси и Парфитт оказались на вершине списка уже литературных бестселлеров, как авторы книги «Just for The Record». В том же году компания Royal Doulton выпустила подарочный фарфоровый набор в их честь. Год спустя группа дала благотворительный концерт (в пользу фонда Принца Чарльза) в лондонском Ройал Алберт холле и предоставила возможность футболистам «Манчестер Юнайтед» (Manchester United Football Squad) возглавить хит-парад с синглом «Come On You Reds», обработкой «Burning Bridges». Выпустив Thirsty Work, свой первый студийный альбом за три года, группа дала концерт перед 300,000 зрителями на берлинском «Farewell Party», устроенном объединёнными вооружёнными силами Великобритании, Франции и США.

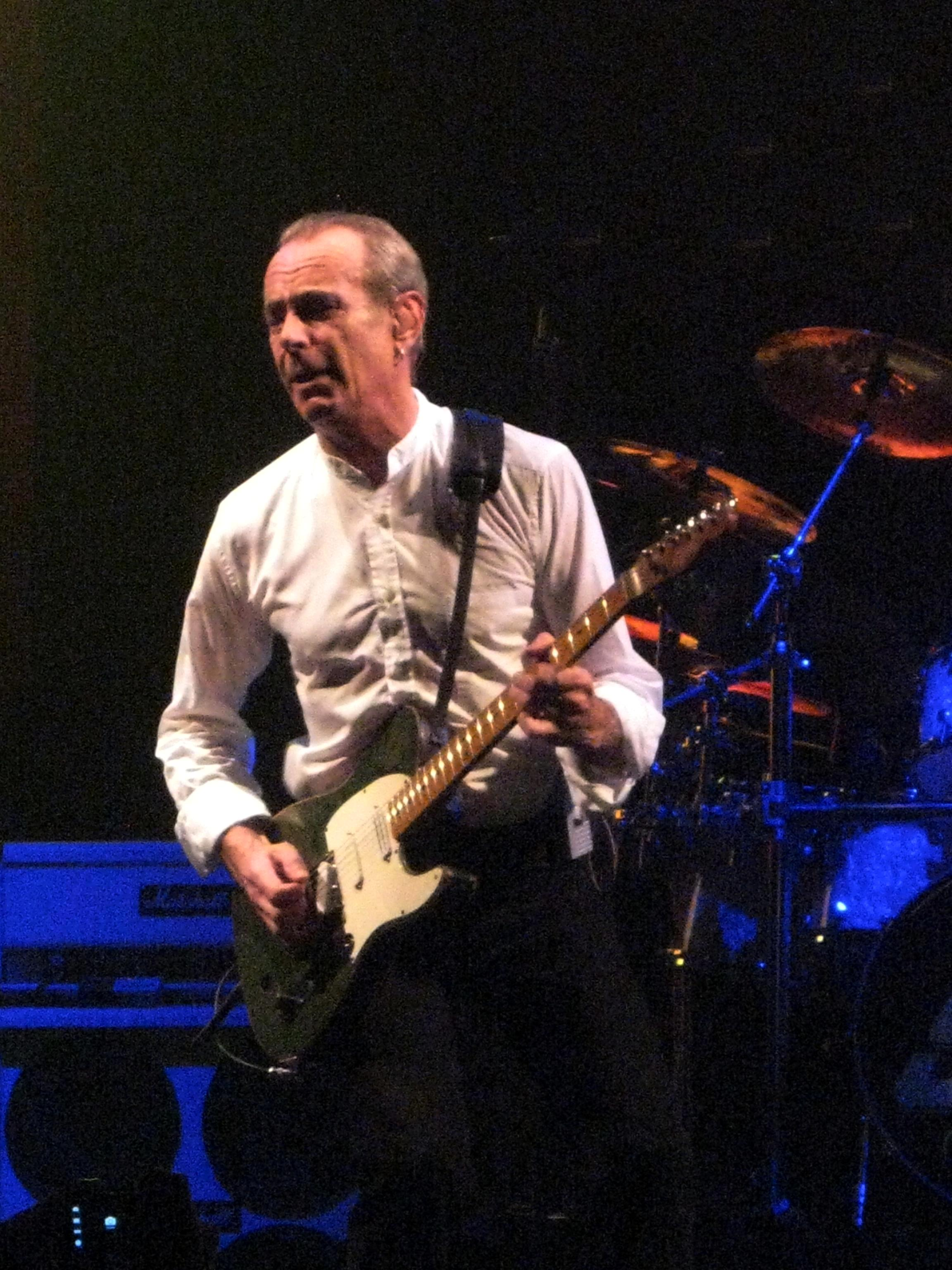
Фрэнсис Росси

1995 году Status Quo отметили серией триумфальных концертов на фестивалях в Европе и Скандинавии и записали новый альбом Don’t Stop и выпустили книгу «Quotographs», в которой были собраны более 250 фотоснимков, сделанных Росси и Парфиттом. На концерте в Brixton Academy группа исполнила весь материал альбома «Don’t Stop» с приглашёнными гостями, в числе которых были участники The Beach Boys, Брайан Мэй, Мэдди Прайор из Steeleye Span и Тесса Найлз, бэкинг-вокалистка Эрика Клэптона. Концерт был заснят на видео, все средства от продажи которого были направлены в фонды благотворительной организации Nordoff Robins Music Therapy. Альбом Don’t Stop вошёл в британские чарты на 2-е место. В 1996 году Фрэнсис Росси выпустил сольный альбом «King Of The Doghouse».
Всемирное турне 1997 года было прервано в апреле, когда Рику Парфитту была сделана операция на сердце. В августе Status Quo вернулись на гастроли и довели их до Рождества, в какой-то момент пригласив к участию Пола Роджерса. В октябре вышел двойной сборник Whatever You Want — The Greatest Hits.
28 марта 1999 года Status Quo выпустили новый альбом Under the Influence, после чего вышли в паб-тур (газеты The Sun в Британии и Das Bild в Германии составили список пивных по опросам читателей). В июне группа дала два больших концерта в Корее с Майклом Джексоном в помощь детям Косово, после чего вернулась в Европу, где продолжала гастролировать до самого Рождества.

### 2000 — настоящее время
В 2000 году Status Quo выпустили альбом Famous In The Last Century, вышедший с DVD. Вскоре после концерта в Шепердз Буш (заснятом для DVD), ударник Джефф Рич вышел из группы; его заменил Мэтт Летли (англ. Matt Letley). Вместо Эндрю Бауна, объявившего о том, что должен находиться с семьей до конца года, в группу временно пришёл Пол Хирш (Paul Hirsh). Два года группа продолжала гастролировать в Европе, выступая на благотворительных шоу и фестивалях.
31 августа 2001 года умер Дэвид Уокер, в течение 13 лет работавший менеджером группы; на смену ему пришёл Саймон Портер. Осень и начало зимы Status Quo провели в студии, записывая альбом Heavy Traffic (он поднялся до 15-го места). Накануне Рождества, кроме того, вышла четырёхтомная антология «Quo In Time 1972—2000» (68 треков). В 2002 году в состав вернулся Эндрю Баун; с ним группа записала альбом каверов Riffs (он вышел в ноябре 2003 года). Успех сингла «Jam Side Down» ознаменовал очередной рекорд: Status Quo стали первой группой в истории, которая в течение четырёх десятилетий имела хиты в первой британской двадцатке. 13 сентября 2002 года группа была приглашена для выступления в юбилейной 200-й программе Top of the Pops.
«Jam Side Down», первый сингл из альбома «Heavy Traffic», вошёл в британские чарты на 17-м месте и ознаменовал новый рекорд: Status Quo стали первой группой в истории, которая имела хиты в британских чартах в каждом из четырёх минувших десятилетий. В 2004 году издательство Sidgwick & Jackson выпустило «XS All Areas», автобиографию Росси и Парфитта, написанную ими в сотрудничестве с журналистом Миком Уоллом. Под тем же заголовком вышел и сборник Gratest Hits. В 2005 году Status Quo отметили своё 40-летие выступлением в легендарном британском телешоу «Coronation Street»: этот концерт привлёк к экранам более 12 миллионов телезрителей.
19 сентября 2005 года вышел очередной студийный альбом The Party Ain’t Over Yet (Sanctuary Records), из которого вышли два хит-сингла: заглавный трек и «All That Counts Is Love». 7 ноября вышел DVD «The Party Ain’t Over Yet» (Warner Music Vision). В том же месяце группа стала лауреатом UK Festival Awards 2005 в номинации Best Festival Feel Good Act («Лучшая фестивальная группа хорошего настроения»).
В декабре 2005 года группа отменила последние девять дат своего британского турне после того, как Рик Парфитт попал в больницу с подозрением на рак горла. Тревога оказалась ложной, и в мае 2006 года полностью выздоровевший музыкант с группой выступил в NEC: концерт, их 40-й здесь по счету, был заснят для DVD. 7 ноября 2006 года вышла книга «Status Quo, the Official 40th Anniversary Book» (Cassell), за которой последовал DVD «Just Doin' It» (Warner Music Vision). В декабре группа дала свой 40-й концерт на Уэмбли.
17 сентября 2007 года Status Quo (на собственном лейбле Fourth Chord Records) выпустили студийный альбом «In Search Of The Fourth Chord», которому предшествовал выпуск сингла «Beginning Of The End».
Новый альбом под названием Quid Pro Quo вышел 30 мая 2011 года на лейбле Tesco Entertainment в Великобритании. В остальных странах альбом вышел 27 мая на лейбле earMUSIC/Edel.
17 декабря 2012 года барабанщик Мэт Лэтли объявил о своём решении покинуть группу после 12 лет сотрудничества, а затем и вышел из состава после зимнего тура 2012.
В марте 2013 года состоялся реюнион классического состава Status Quo (Росси, Парфитт, Ланкастер, Коглан) и запись нового альбома.
В мае 2013 Леон Кейв стал новым барабанщиком Status Quo.
17 июня 2013 года вышел новый альбом группы Bula Quo! и сразу же попал в британские топ-чарты.
В марте 2014 года классический состав снова выступил вместе на арене The O2 в Дублине. После этого Росси сказал, что этот реюнион для состава, именуемого «Frantic Four», был последним.
В августе 2014 года скончался оригинальный клавишник группы — Джесс Яворски.
В 2014 году вышел акустический альбом Aquostic (Stripped Bare). С февраля 2016 года группа гастролирует с акустическими выступлениями и намеревается отойти от «электрических» туров. 21 октября 2016 года вышел альбом Aquostic II — That’s a Fact!. 28 октября 2016 года Рик Парфитт был вынужден оставить концертную деятельность после перенесённого им сердечного приступа.
24 декабря стало известно, что Рик Парфитт умер в одной из испанских клиник, куда был доставлен 22 декабря. Похороны Парфитта состоялись 19 января 2017 года в крематории Woking Crematorium. Ирландский гитарист Ричи Мэлоун, ранее подменявший Парфитта на некоторых концертах 2016 года занял место ритм-гитариста.
В ноябре 2018 года было объявлено, что группа станет специальным гостем в прощальном туре Lynyrd Skynyrd по Великобритании в конце лета 2019 года.
14 июня 2019 года на своей официальной странице в Facebook, группа объявила, что работает над своим 33-м студийным альбомом Backbone — первым альбомом Status Quo без Парфитта. 25 августа 2019 года группа появилась на ITV The Sara Cox Show, где Росси рассказал о новом альбоме Backbone, а также о своей автобиографии I Talk Too Much, после чего они исполнили новый трек «Liberty Lane», а также «Rockin All Over The World». Альбом вышел 6 сентября 2019 года. 15 сентября 2019 года группа во второй раз выступила на BBC Radio 2’s Live in Hyde Park из Гайд-парка, Лондон. Они были третьими по счету, выступая в начале вечера, за ними следовали Westlife, а затем The Pet Shop Boys. На Рождество 2019 года группа появилась на шоу Channel 4 «The Great British Bake Off», исполнив песню «Rockin All Over The World». 11 августа 2020 года Status Quo отменили свой сорокадневный Backbone tour по Великобритании и Европе из-за пандемии COVID-19. Из-за различных обязательств на следующий год группа не смогла перенести эти концерты на 2021 год. 20 августа 2020 года Росси появился в дневном шоу ITV This Morning и рассказал о том, что он делал во время самоизоляции и пандемии, а также объявил о новом туре под названием Out Out Quoing, который будет запланирован на 2022 год.
26 сентября 2021 года в возрасте 72-х лет умер один из основателей группы Алан Ланкастер после долгой борьбы с рассеянным склерозом.

## Дискография
| - Picturesque Matchstickable Messages from the Status Quo (1968) - Spare Parts (1969) - Ma Kelly’s Greasy Spoon (1970) - Dog of Two Head (1971) - Piledriver (1972) - Hello! (1973) - Quo (1974) - On the Level (1975) - Blue for You (1976) - Rockin’ All Over the World (1977) - If You Can’t Stand the Heat… (1978) - Whatever You Want (1979) - Just Supposin’ (1980) - Never Too Late (1981) - 1+9+8+2 (1982) - Back to Back (1983) | - In the Army Now (1986) - Ain’t Complaining (1988) - Perfect Remedy (1989) - Rock ’Til You Drop (1991) - Thirsty Work (1994) - Don’t Stop (1996) - Under the Influence (1999) - Famous in the Last Century (2000) - Heavy Traffic (2002) - Riffs (2003) - The Party Ain’t Over Yet (2005) - In Search of the Fourth Chord (2007) - Quid Pro Quo (2011) - Bula Quo! (2013) - Aquostic (Stripped Bare) (2014) - Aquostic II: That's a Fact! (2016) - Backbone (2019) |

## Состав

### Текущий состав
- Фрэнсис Росси — соло-гитара, вокал (1962—наши дни)
- Энди Баун — клавишные, ритм-гитара, губная гармошка, вокал (1981—наши дни; сессионный музыкант в 1973, сессионный/концертный в 1976–1981)
- Джон Эдвардс — бас-гитара, ритм-гитара, вокал (1985—наши дни)
- Леон Кейв — ударные, перкуссия, бэк-вокал (2013—наши дни)
- Ричи Мэлоун — ритм-гитара, вокал (2016—наши дни)

### Бывшие участники
- Алан Ланкастер — бас-гитара, вокал (1962—1985, реюнион — 2013—2014; умер в 2021)
- Алан Ки — ударные, перкуссия (1962—1963)
- Джон Коглан — ударные, перкуссия (1963—1981, реюнион — 2013—2014)
- Джесс Яворски — клавишные (1962—1964; умер в 2014)
- Рой Лайнс — клавишные, вокал (1964—1970)
- Рик Парфитт — ритм-гитара, вокал (1967—2016; до своей смерти)
- Пит Кирхер — ударные, перкуссия (1982—1985)
- Джефф Рич — ударные, перкуссия (1985—2000)
- Мэт Лэтли — ударные, перкуссия (2000—2013)

### Бывшие концертные участники
- Боб Янг — губная гармошка (1970—1979; реюнион — 2013—2014)
- Пол Хирш — клавишные, ритм-гитара (2000—2001, 2017)
- Фредди Эдвардс — ритм-гитара (2014–2016)

### Временная шкала
Тонкие линии указывают на неофициальный статус участника в качестве гостя или гастролирующего музыканта.